# Khashayar Mostafavi
Khashayar Mostafavi (persisch خشایار مصطفوی, * 1982) ist ein deutsch-iranischer Schriftsteller und Filmregisseur.

## Leben
Khashayar Mostafavi wurde 1982 im Iran geboren. 2002 begann er an der Kunst-Fakultät der Universität Teheran in Teheran „Theaterwissenschaft mit Schwerpunkt Szenisches Schreiben“ zu studieren. Er setzte das Studium mit dem Masterstudiengang „Theater und Regie“ fort und beendete es 2010 an der Tarbiat Modares University in Teheran. 2013 musste Mostafavi den Iran verlassen, nachdem er wegen seines Buchs „Die Geburt des Iranischen Dramas“ in den Fokus der Sicherheitsbehörden geraten war. Seit 2013 lebt Mostafavi in Deutschland und erhielt in den letzten Jahren mehrfach Preise für seine literarischen und künstlerischen Arbeiten.
Außer einigen Kurzfilmen drehte der Künstler auch Paar lange Dokumentarfilme: „Unser Kirschgarten“ und „Bekämpfe mich“. Der Film dauert 97 Minuten und wurde mit der Digitalen Kamera von einer Person von 2012 bis 2015 gedreht. Der Regisseur fragt, warum die Iraner sich mit den anderen Ländern bekriegen sollen? Aufgrund dieser Frage, diskutierte der Regisseur des Films mit Iranern, die aus verschiedenen Schichten vertreten und unterschiedliche Meinungen haben. Mithilfe der Gespräche wird deutlich, dass die Iraner mit ihrer Regierung unzufrieden und sie der Ansicht sind, dass sie einem Abfall eintreten. Mostafavi arbeitet in seiner Diskussionen mit der Normalen Leute, drei Gründen von diesem Abfall heraus. Es sieht so aus, als hatten die acht Jahre Krieg zwischen Iran und Irak und die Herrschaft eines islamistischen Regimes während der letzten 36 Jahren ihre Sicht beeinflusst und verändert. Außerdem verursacht die Entwicklung der Islamistischen Kultur, dass diese Gesellschaft immer Gewaltsamer geworden ist. „Bekämpfe mich“ ist 2015 veröffentlicht worden.
2017 drehte er seinen Spielfilm Dasein in Hamburg. Der Film zeigt Integration aus der Sicht eines Ankömmlings.
In dem neuesten Dokumentarfilm „Die Wahrheit und nichts als die Wahrheit“ recherchierte er das komplexe Netzwerk der Geldwäsche und die ideologische Expansion der Islamischen Republik Iran in Deutschland. Der Filmmacher trifft auf ein Mitglied der Iranischen Revolutionsgarden, das in der Stadt Hamburg als vermeintlicher Geschäftsmann lebt. Der Film erzählt die Geschichte einer dreijährigen Reise die wahre Identität dieser Person zu enthüllen.

## Werke
- „Die Tage nach und nach, Sammlung von drei Drehbüchern“, Postskript Verlag, Deutschland, 2016, ISBN 978-1-5308-8576-3.
- „Sex, Anarchism and Cruelty In Panic Theater of Mr. Arrabal“, Postskript Verlag, Deutschland, 2015, ISBN 978-600-122-028-9.
- „In der Hölle“ Sammlung von siebzehn Kurzgeschichten, Gardoon Verlag, Deutschland, 2013, ISBN 978-3-86433-106-0.
- „Die Geburt des iranischen Dramas“, Afraz Verlag, Iran, 2012, ISBN 978-964-243-731-3.

## Filmografie
- „Die Wahrheit und nichts als die Wahrheit“, Dokumentarfilm, 122 Min, Deutschland, 2021.[6]
- „Dasein“, Spielfilm, 92 Min, Deutschland, 2017.[7]
- „Bye Bye, Liebes Hamburg“, Dokumentarfilm, 15 Min, Deutschland, 2017.
- „Bekämpfe mich“, Dokumentarfilm, 97 Min, Deutschland und Iran, 2015.[8]
- „625“, Videoclip, 3 Min, Deutschland, 2013.[9]
- „Unser Kirschgarten“, Dokumentarfilm, 57 Min, Iran, 2012.[10]
- „Thirty years of loneliness“ Dokumentarfilm, 15 Min, Iran, 2012.[11]
- „Grasses of the Meadow“, Kurzfilm-Drama, 17 Min, Iran, 2010.
- „Anti Love“, Kurzfilm-Drama, 11 Min, Iran, 2008.[12]
- „Free Downfall“, Dokumentarfilm, 9 Min, Iran, 2006.
- „We gone Finish“, Kurzfilm-Drama, 7 Min, Iran, 2004.